# Požega (općina)
Općina Požega (srpski: Општина Пожега) je općina u Zlatiborski okrugu u zapadnoj Srbiji. Središte općine je naselje Požega.

## Stanovništvo
Prema popisu stanovništva iz 2002. godine općina je imala 32.293 stanovnika, većinsko stanovništvo su Srbi.

## Naselja u općini
Bakionica • Velika Ježevica • Visibaba • Vranjani • Glumač • Godovik • Gornja Dobrinja • Gorobilje • Gugalj • Donja Dobrinja • Dražinovići • Duškovci • Zaselje • Zdravčići • Jelen Do • Kalenići • Lopaš • Loret • Ljutice • Mađer • Mala Ježevica • Milićevo Selo • Mršelji • Otanj • Papratište • Pilatovići • Požega • Prijanovići • Prilipac • Radovci • Rasna • Rečice • Roge • Rupeljevo • Svračkovo • Srednja Dobrinja • Tabanovići • Tvrdići • Tometino Polje • Tučkovo • Uzići • Čestobrodica

## Vanjske poveznice
- Informacije o općini  Arhivirana inačica izvorne stranice od 2. ožujka 2011. (Wayback Machine)